# Cordell Hull
Cordell Hull (Olympus, Tennessee, 2 de octubre de 1871-Washington D. C., 23 de julio de 1955) fue un abogado y político estadounidense, que se desempeñó como Secretario de Estado entre 1933 y 1944. Fue galardonado con el Premio Nobel de la Paz en 1945 por su implicación en la creación de la Organización de las Naciones Unidas (ONU). Hull es considerado el artífice intelectual del sistema multilateral de comercio que hoy patrocina la Organización Mundial del Comercio.

## Vida
Nacido en una cabaña de madera en el Olympus, Tennessee, entonces parte del condado de Overton, hoy parte del condado de Pickett. Fue elegido presidente del Partido Demócrata del Condado de Clay a la edad de 19 años.
En 1891, Hull se graduó de la Escuela de Derecho de la Universidad de Cumberland después de sus estudios en la Universidad Nacional Normal (posteriormente fusionada con Wilmington College, Ohio) y comenzó a ejercer como abogado. Fue miembro de la Cámara de Representantes de Tennessee entre 1893 y 1897. Durante la guerra hispano-estadounidense, sirvió en Cuba como capitán en el 4.º Regimiento de Infantería de Voluntarios de Tennessee.
Sirvió en la Cámara de Representantes de Estados Unidos (1907-1921 y 1923-1931) y fue autor de las leyes de impuestos federales de 1913 y 1916 y el impuesto sobre la herencia de 1916. Después de una derrota electoral en 1920, Hull fue presidente del Comité Nacional Demócrata. Fue elegido para el Senado en 1930, pero renunció al ser nombrado secretario de Estado en 1933.
En 1933, Hull fue nombrado Secretario de Estado por Franklin D. Roosevelt, cargo que ocupó 11 años hasta su jubilación. Hull se convirtió en fuerza subyacente y arquitecto en la creación de las Naciones Unidas, participó en la redacción, junto con su personal, la Carta de las Naciones Unidas a mediados de 1943. Dimitió como secretario de Estado en noviembre de 1944 debido a problemas de salud.
En 1945, Cordell Hull fue galardonado con el Premio Nobel de la Paz por "co-iniciar las Naciones Unidas".
Murió después de sufrir varios accidentes cerebrovasculares y ataques cardíacos en 1955, en Washington D. C., y está enterrado en la cripta de la Capilla de San José de Arimatea en la Catedral Nacional de Washington, que es una iglesia episcopal.
En la actualidad existe un Museo Cordell Hull se encuentra cerca de su lugar de nacimiento en Byrdstown, Tennessee, donde se encuentran sus papeles y otros objetos de interés.

## Carrera política
De 1903 a 1907, fue un juez local, y más tarde fue elegido miembro de la Cámara de Representantes de Estados Unidos , donde sirvió 11 períodos (1907-1921 y 1923-1931) por un total de 22 años. Después de su derrota en 1920, se desempeñó como presidente del Comité Nacional Demócrata. Como miembro del Committee on Ways and Means, que luchó por imponer bajas tarifas y reclamó la autoría de las leyes de impuestos federales de 1913 y 1916 y el impuesto a la herencia de 1916. Fue uno de los candidatos a la presidencia en la Convención Nacional Demócrata 1928, que finalmente optó por Al Smith como candidato. Hull fue importante asesor de Albert Gore, padre, entonces un legislador estatal, para postularse para el Congreso de EE. UU. en 1938.

### Senador y Secretario de Estado
Hull fue elegido Senador en 1930. En 1933, Roosevelt lo nombró Secretario de Estado y lo nombró para dirigir la delegación estadounidense en la Conferencia Económica de Londres. Hull se esforzó por ampliar el comercio exterior y lograr tarifas aduaneras más bajas. En 1944 Hull sirvió como delegado de los Estados Unidos en la Conferencia de Moscú.
En un profético discurso en 1937, el alcalde LaGuardia de Nueva York advirtió de los peligros futuros que planteaba el régimen nazi. El órgano de gobierno nazi, la Angriff, llamó al alcalde a "rufian judío", diciendo que había sido sobornado por agentes judíos y comunistas y acusándolo de ser un criminal disfrazado de oficial electo. El Secretario de Estado Hull se disculpó con el gobierno nazi. No se dijo nada para condenar los comentarios nazis. (5 de marzo de 1937 N.Y. Times).

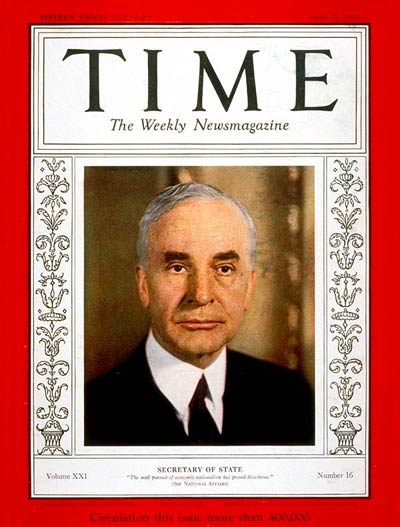
Cordell Hull como personaje destacado de la portada del revista Time (1933)

En 1938, participó en un famoso diálogo con el ministro de Relaciones Exteriores de México, Eduardo Hay, sobre el fracaso de México para compensar a los estadounidenses que perdieron tierras durante la reforma agraria de la década de 1920. Insistió en que la indemnización debía ser "pronta, adecuada y efectiva". Aunque la Constitución de México garantiza una indemnización en caso de expropiación o nacionalización, todavía no se ha pagado nada. Mientras Hay admitió la responsabilidad de México, respondió que "no hay regla universalmente aceptada en la teoría ni en la práctica llevada a cabo que hace obligatorio el pago de una compensación inmediata ..." La denominada "fórmula de Hull" ha sido adoptado en muchos tratados concernientes a la inversión internacional, pero sigue siendo controvertida, especialmente en los países de América Latina, que históricamente se han suscrito a la Doctrina Calvo, que entre otras cosas, sugiere que la compensación la decidirá por el país anfitrión y que el tiempo que haya igualdad entre nacionales y extranjeros y no discriminación, no puede haber ninguna reclamación en el derecho internacional. La tensión entre la fórmula de Hull y la Doctrina Calvo sigue siendo importante hoy en día en la ley de inversión internacional.
Hull persiguió una "política del buen vecino" con las naciones de América Latina que ha sido acreditada con la prevención de subterfugios nazis en esa región. Hull y Roosevelt también mantuvieron relaciones con la Francia de Vichy, con créditos que permitieron que las fuerzas del general Maxime Weygand se uniesen a las fuerzas aliadas en la campaña del norte de África contra Alemania.
Hull fue el responsable de las relaciones exteriores de Estados Unidos antes y durante el ataque a Pearl Harbor. Envió una nota a Japón antes del ataque, que fue titulado formalmente "Esquema de base propuesta para acuerdo entre los Estados Unidos y Japón", que era parte del intento de los Estados Unidos para abrir los mercados chinos a las mercancías estadounidenses en contra de los intereses japoneses.

### Actuaciones polémicas
El mismo día del ataque, no mucho después de que hubiera comenzado, Hull recibió la noticia de que se estaba llevando a cabo. El embajador japonés Nomura Kichisaburo y enviado especial Saburo Kurusu de Japón estaban esperando para verle en ese momento. El almirante Edwin T. Layton, director de inteligencia de tiempo al comandante de la Flota del Pacífico, comentó:
Roosevelt le aconsejó que no les comentara nada sobre el ataque, pero si recibirlos formal y fríamente y mandarlos fuera'. Después de haber echado un vistazo a su copia del mensaje de catorce partes [la declaración por parte del Japón de que las negociaciones habían terminado], la ira de Hull estalló." En mis cincuenta años de servicio público ", dijo a los diplomáticos asombrados:" nunca había visto un documento más lleno de falsedad infame y mentiras". Nomura y Kurusu, que no habían sido informado del ataque, se inclinaron en una reverencia y se retiraron avergonzados. Un funcionario del departamento oyó por casualidad a Hull murmurando graves insultos en voz baja cuando la puerta se cerró, lo que demuestra su carácter fuerte.
Hull presidió el Comité Asesor de Política Exterior de Posguerra, creado en febrero de 1942.
Cuando las Fuerzas francesas libres de Charles de Gaulle ocuparon las islas de Saint-Pierre y Miquelón al sur de la isla de Terranova, en diciembre de 1941, Hull presentó una protesta muy fuerte refiriéndose a las fuerzas navales gaullistas como "esos que se llaman a sí mismos Francia libre". Su solicitud para que el gobernador de Vichy fuese reintegrado fue recibida con fuertes críticas en la prensa estadounidense. Las islas permanecieron bajo el movimiento de la Francia libre hasta el final de la Segunda Guerra Mundial.
En 1939, Hull aconsejó al presidente Roosevelt rechazar la petición de asilo del SS St. Louis que llevaba a 936 judíos europeos. La decisión de Hull envió estas personas de regreso a Europa en vísperas del Holocausto nazi. Existe cierta controversia sobre el papel de Hull en el asunto. Estos judíos huyeron de Europa para escapar de los nazis y después de haberles sido negada la entrada a Cuba y los EE. UU. se les concedió refugio en el Reino Unido y en los países de Europa continental. Muchos de estos últimos se convirtieron en víctimas del Holocausto después de la invasión nazi de Europa occidental en los años siguientes.
A saber, hay dos conversaciones sobre el tema entre el Secretario del Tesoro Henry Morgenthau y el secretario de Estado Cordell Hull. En la primera, 15:17 el 5 de junio de 1939, Hull dejó claro a Morgenthau que no podían expedir legalmente visados turísticos a los viajeros, ya que no tenían direcciones de retorno. Por otra parte, Hull dejó claro a Morgenthau que el tema en cuestión era entre el gobierno cubano y los pasajeros. Los EE. UU., en efecto, no tenían función alguna.
En la segunda conversación en 15:54 el 6 de junio de 1939, Morgenthau dijo que no sabía dónde estaba el barco y le preguntó si era "adecuado que el Servicio de Guardacostas lo localizase." Hull respondió diciendo que él no veía ninguna razón por la que no podía. Entonces Hull le informó que él no pensaba que Morgenthau querría la búsqueda del buque para salir luego en los periódicos. Morgenthau dijo entonces: "Oh no. No, no. Ellos simplemente-oh, podrían enviar un avión para hacer el trabajo de patrulla. No habría nada en los periódicos". Hull respondió:"Oh, eso estaría bien"
En septiembre de 1940, la primera dama Eleanor Roosevelt maniobró con otro funcionario del Departamento de Estado para sortear el rechazo de Hull para permitir que los refugiados judíos a bordo de un barco portugués, Quanza, recibieran visados para entrar a los EE. UU. A través de los esfuerzos de la Sra. Roosevelt, los refugiados judíos desembarcaron el 11 de septiembre de 1940, en Virginia. En un incidente similar, muchos judíos de América trataron de recaudar fondos para prevenir el asesinato en masa de los judíos rumanos, pagándoles el viaje a EE. UU. Sin embargo, en tiempos de guerra, enviar dinero fuera de los Estados Unidos necesitaba el permiso de dos agencias gubernamentales: el Departamento del Tesoro, bajo Henry Morgenthau, y el Departamento de Estado, bajo el Secretario Cordell Hull. Morgenthau firmó inmediatamente. El Departamento de Estado fue retrasando una y otra vez el permiso mientras judíos y más judíos estaban muriendo en los campos de Transnistria.
Hull fue uno de los impulsores y arquitectos de la creación de las Naciones Unidas, como se reconoce en el Premio Nobel de la Paz 1945, un honor para el que Franklin D. Roosevelt lo recomendó. Durante la Segunda Guerra Mundial, Hull y Roosevelt pasaron incansables horas de trabajo hacia el desarrollo de una organización mundial para evitar una tercera guerra mundial. Hull y sus colaboradores elaboraron la "Carta de las Naciones Unidas", a mediados de 1943.
Hull siempre actuó cuando los intereses estadounidenses fueron (en su opinión) amenazados, Hull pensaría nada de reprimenda aliados cercanos, como lo que pasó con Nueva Zelanda el primer ministro Peter Fraser a principios de 1944, pese a las objeciones de Estados Unidos en el Pacto de Canberra (un tratado militar de la alianza entre Australia y Nueva Zelanda hizo en febrero de 1944 sin consultar EE. UU.).

## Años finales
Hull renunció como secretario de Estado en noviembre de 1944 debido a problemas de salud. Roosevelt describió Hull, a su salida como "la única persona en todo el mundo que lo ha dado todo para hacer de este gran plan para la paz (las Naciones Unidas) sean un hecho". El Comité Noruego del Nobel honró a Hull con el Premio Nobel de la Paz en 1945 en reconocimiento a sus esfuerzos por la paz y la comprensión en el hemisferio occidental, sus acuerdos comerciales, y la labor de establecer las Naciones Unidas. Hull fue el Secretario de Estado que más tiempo ha servido: 11 años y nueve meses.
Murió el 23 de julio de 1955, a los 83 años, en su casa de Washington D. C., después de una lucha contra una sarcoidosis familiar remitente-recurrente (a menudo confundido con tuberculosis. Está enterrado en la cripta de la Capilla de San José de Arimatea en la Catedral Nacional de Washington.
Andréi Gromyko, representante de la Unión Soviética en las Naciones Unidas entre 1946 y 1948 y posterior Ministro de Asuntos Exteriores, dijo en 1988 sobre Cordell Hull:

Uno de los pilares de la Administración Roosevelt, antes y durante la guerra fue, indudablemente, Cordell Hull, Secretario de Estado de 1933 a 1944. Fue en tiempos de Hull cuando se establecieron relaciones diplomáticas entre Estados Unidos y la URSS. Respetado y con la confianza del Presidente, en la embajada soviética se le consideraba una figura política autoritaria. Aun así, aunque Hull seguía la línea de Roosevelt en las relaciones ruso-americanas, no tardamos en darnos cuenta de que no era totalmente sincero al respecto. Sin embargo, la situación militar durante la guerra obligó a Hull a ocultar sus sentimientos personales. Alto y de pelo gris, Cordell Hull tenía encanto y tacto y no recuerdo ninguna ocasión en que la conversación se tornara agria. Si surgían dificultades sobre algún tema, prefería dejarlo sin resolver temporalmente o lo pasaba a sus subordinados. Cuando no tenía más remedio que adoptar una posición antagónica, lo hacía con flexibilidad y en tono suave. Esto, por supuesto, no cambiaba nada, pero ayudaba a reducir la tensión cuando uno se marchaba. Hull no era el tipo de hombre de estado —corriente hoy día— al que se le llena la boca diciendo que es un servidor del pueblo. Raramente se le veía en un foro público. Falto de dotes oratorias, hablaba con voz baja y reposada, lo que a veces hacía dar la impresión de que no se encontraba bien. No le gustaba hablar ante grandes auditorios, sobre todo si no eran oficiales, y prefería un grupo reducido de dos o tres personas. Nuestros contactos se prolongaron durante cinco largos años, hasta su retirada como Secretario de Estado en noviembre de 1944, por motivos de salud, a la edad de setenta y tres años.
Andréi Gromyko, Memorias (1988) p.70

## Legado
Su memoria es preservada en la Presa Cordell Hull del río Cumberland cerca de Carthage, Tennessee. La presa mantiene el Lago Cordell Hull, que cubre aproximadamente 12.000 acres (49 km²).
La Facultad de Derecho donde estudió, Facultad de Derecho de Cumberland, continúa en su honor con un Foro de Cordell Hull y una foto preside la Sala de justicia.
la Cordell Hull State Park Casa Natal, cerca de Byrdstown, Tennessee, fue establecida en 1997 para preservar el lugar de nacimiento de Hull y diversos efectos personales que había donado a los ciudadanos del condado de Pickett, incluyendo el Premio Nobel de la Paz.
Un tramo de la autopista de Kentucky rutas 90, 63 y 163, desde la carretera interestatal 65 en Mammoth Cave National Park al sur de la línea de estado de Tennessee, se llama "Highway Cordell Hull".
El Distrito Escolar de Shoreline en Shoreline, Washington, anteriormente tenía una escuela secundaria de Cordell Hull, que fue rebautizado en la década de 1990 a Meridian Park Elementary, después de una renovación.
El Cordell Hull State Office Building. Situado en la base de capital de la colina Nashville, TN es un edificio de 10 pisos que contiene las oficinas del Ministerio Público, Salud y Servicios infantiles.
El Eisenhower Executive Office Building (anteriormente el Old Executive Office Building) en Washington D. C., junto a la Casa Blanca, contiene la "Sala Cordell Hull" muy ornamentado, en el segundo piso, que se utiliza para reuniones. La habitación era la oficina de Cordell Hull, cuando era Secretario de Estado.